# Darżewo (powiat gryficki)
Darżewo (dawniej Darsowo, niem. Darsow) – wieś sołecka w Polsce położona w województwie zachodniopomorskim, w powiecie gryfickim, w gminie Brojce.
Według danych z 2 września 2013 r. wieś miała 145 mieszkańców.

## Położenie
Darżewo leży ok. 9 km na północ od Brojc, ok. 9 km na południe od Trzebiatowa i ok. 21 km na północny wschód od Gryfic.

## Historia
Pierwsze wzmianki o miejscowości (jako Darsowe) pojawiają się ok. 1180 roku, kiedy to Kazimierz I oddał miejscowość przybyłym do Białobok duńskim norbertanom z Lund. W roku 1208 książęta Bogusław II i Kazimierz II, a w 1224 r. księżna pomorska Anastazja, potwierdzili nadanie wsi klasztorowi norbertanek w Białobokach. Klasztor w Białobokach władał bezpośrednio Darżewem aż do 1487 r., kiedy to miejscowość została przekazana w lenno Heinrichowi Borcke. W 1910 r. wieś liczyła 265 mieszkańców. Darżewo, należące do powiatu gryfickiego, wchodziło w skład parafii ewangelickiej w Dargosławiu oraz w skład okręgu (Amt) Mołstowo. Od 1945 r. w granicach Polski. W latach 1946–1998 miejscowość administracyjnie należała do województwa szczecińskiego.

## Bezpieczeństwo
W Darżewie funkcjonuje Ochotnicza Straż Pożarna.

## Transport
Przez Darżewo przebiegają linie autobusowe do Gryfic, Trzebiatowa i Brojc.

### Historia kolei wąskotorowej
W 1907 r. oddano (w ramach Gryfickiej Kolei Wąskotorowej) do użytku linię Dargosław – Trzebiatów. W Darżewie znajdował się przystanek kolejowy – pociągi kursowały do Gryfic i Trzebiatowa. W 1991 r. zawieszono kursy na linii Trzebiatów – Dargosław. Przystanek został zamknięty, a tory zostały rozebrane bądź rozkradzione.